# Alexander Meissner
Alexander Meissner (en allemand : Alexander Meißner, né le 14 septembre 1883 à Vienne (Autriche) et mort le 3 janvier 1958 à Berlin) est un ingénieur et physicien autrichien.
Ses travaux de conception d'antenne radioélectrique, d'amplification et de détection ont amené des développements importants dans le domaine de la télégraphie. En mars 1913, il découvre le principe de rétroaction et ce, indépendamment des travaux de Edwin Howard Armstrong. Il a inventé l'oscillateur de Meissner.